# Tatort: Alp-Traum
Alp-Traum ist eine Folge der Fernsehkrimireihe Tatort aus dem Jahr 1999. Der Film wurde vom Schweizer Fernsehen unter der Regie von Clemens Klopfenstein produziert und ist die zehnte vom Schweizer Fernsehen produzierte Tatort-Folge. Es handelt sich um die Tatort-Folge 408; sie wurde am 21. März 1999 erstmals ausgestrahlt.
Ein Bankfilialleiter fühlt sich von Mafiosi verfolgt und wird auf offener Straße vor seiner Bank erschossen.

## Handlung
Die Banksekretärin Brigitte Bürki flieht erfolgreich vor den beiden italienischen Mafiosi Bruno Mighetti und Alberto Tognazzi auf ihr Elternhaus auf der Rüfinenalp, ihr Freund, der Senner Michael, beschwört sie, ruhig zu bleiben. Ihr Chef Kurt Jucker steht derweil unter dem Druck eines italienischen Bankkunden, seine Vorgesetzten beruhigen ihn und verweigern ihm eine Auszahlung an den Kunden, obwohl er sich bedroht fühlt. Zu Hause erfährt Jucker von seiner Frau Gianna, dass ihr Hund vergiftet wurde, Gianna fühlt sich bedroht und ruft Gertsch an, doch dieser sieht sich und seinen Chef von Burg aufgrund des bevorstehenden Vollmonds von Anrufen wegen vermeintlich bevorstehender Straftaten überfordert und wiegelt ihren Anruf ab. Am nächsten Tag ruft Kurt Jucker bei Gertsch an, weil er die Mafiosi auf dem Parkplatz seiner Bank sieht, doch Gertsch wimmelt ihn ebenfalls ab. Als Jucker auf dem Heimweg auf dem Parkplatz wieder die Mafiosi sieht, die ihn bedrohen, verliert er die Nerven, zieht seine Waffe und eröffnet eine Schießerei, bei der er getötet und Alberto Tognazzi schwer verletzt wird, Mighetti flieht. Von Burg und Gertsch werden zum Tatort gerufen, von Burg registriert, dass es sich bei Jucker um den Mann handelte, der sie kurz zuvor angerufen hatte. Brigitte Bürki zeigt sich von Burg gegenüber äußerst unkooperativ, Gianna Jucker verliert die Fassung und greift Gertsch an, weil er ihrer Warnung nicht nachgegangen ist. Der Schwerverletzte hat keine Papiere bei sich, anhand der Gegenstände, die er bei sich trug, schließen die von Burg und Gertsch, dass es sich um den italienischen Profikiller Alberto Tognazzi handelt. Noch bevor die Beamten reagieren können, wird er im Krankenhaus von seinem Komplizen Mighetti erschossen.
Am nächsten Tag erfährt Gertsch von den Kollegen in der Bank, dass Juckers Stellvertreter Roland Probst seit einiger Zeit nicht mehr bei der Bank arbeitet und sich auf einer Jacht in der Karibik aufhalten soll, seither führt sich Bürki wie die neue Stellvertreterin von Jucker auf. Von Burg ordnet Polizeischutz für Gianna Jucker an; obwohl er ihr aufgibt, das Haus nicht zu verlassen, sucht sie den Jachthafen auf, um sich nach dem Aufenthaltsort von Probst zu erkundigen, jedoch ohne Erfolg. Gertsch hat unterdessen die Identität von Tognazzi ermittelt und auch, dass er gemeinsam mit seinem Komplizen ein Kundengespräch mit Jucker in der Bank haben wollte. Von Burg bekommt mit, dass Frau Jucker eigenmächtig das Haus verlassen hat und lässt deshalb einen Peilsender unter ihrem Wagen anbringen. Von Burg versucht erneut, Bürki zu befragen, erneut zeigt sie sich abweisend, von Burg fragt sie nach der Rüfinenalp, sie gibt an, dort schon seit Jahren nicht gewesen zu sein, obwohl von Burg eine entsprechende Vignette an ihrem Auto entdeckt. Gertsch hat inzwischen herausgefunden, dass auch Mighetti und Tognazzi dort kürzlich waren. Von Burg und Gertsch folgen Gianna Jucker mithilfe des Peilsenders zur Bootswerft am Jachthafen, wo sie herausfindet, dass das Boot von Probst noch immer dort ist, unmittelbar nach ihrer Entdeckung wird sie von einem Werftmitarbeiter mit Chloroform betäubt, die Beamten schreiten ein, der Mitarbeiter sagt aus, er sollte das Boot einlagern, Probst ist tot und seine Weltreise nur vorgetäuscht, den Auftrag habe er von Brigitte Bürki erhalten. Gianna räumt von Burg gegenüber ein, dass sie ein Verhältnis mit Probst hatte, sie hat seit seiner plötzlichen Abreise regelmäßig Postkarten von ihm erhalten. Bürki wird von Mighetti aufgesucht, der droht, sie umzubringen, da Probst und Jucker sie um vier Millionen US-Dollar betrogen hätten, Bürki macht ihm klar, dass er das Geld nie bekomme, wenn er sie umbringe, ihre schwerkranke Mutter, die sich mit im Haus befindet, stirbt durch die Aufregung. Am nächsten Tag ist Bürki verschwunden, von Burg und seine Kollegen, die die tote Mutter vorfinden, lassen nach Bürki fahnden, auf ihrem Computer finden die Beamten den Beweis, dass Bürki die Poststempel für die Karten des angeblich weltreisenden Probst gefälscht hatte. Da die Handschrift jedoch echt ist, müsste Probst noch in der Schweiz leben.
Bruno Mighetti zwingt Bürki, ihn zu Probst zu bringen, sie führt ihn auf eine Almhütte, auf dem Weg dorthin mit einer Seilbahn stößt Bürki Mighetti in den Tod. Oben wartet ihr Freund Senn Michael auf sie, dieser ist Roland Probst, der seit seinem Verschwinden inkognito auf dem Berghof arbeitet. Probst führt Bürki in geheime Militärkatakomben im Berg, die während des Zweiten Weltkriegs angelegt worden waren, dort hat er die vier Millionen Dollar versteckt. Er sperrt sie jedoch überraschend in einen Spind, da er ihr vorwirft, ihm fast den Deal verdorben und ihm seinen gefälschten Pass vorenthalten zu haben. Er sagt ihr, dass sie dort „verrecken“ könnte und kontaktiert Gianna, die ihn abholen soll. Durch die Sichtung von Bürkis Unterlagen sind mittlerweile von Burg und Gertsch auf den Hof von Bürkis Bruder Senn Franz gekommen. Während Gianna ihren tot geglaubten Geliebten Probst in die Arme schließt und die beiden sich trotz Polizeipräsenz absetzen wollen, kann Senn Franz die Rufe seiner Schwester hören und Bürki befreien. Auf der Flucht vor der Polizei fliehen Probst und Gianna ebenfalls durch die Bergkatakomben, Bürki hört ihren Ex-Freund und sinnt auf Rache. Es kommt zum Kampf zwischen Gianna und Bürki, Probst schleicht sich mit dem Geld davon, als von Burg hinzukommt, Probst entkommt aus den Katakomben und kommt auf der Flucht in einem reißenden Bergbach ums Leben. Die Beamten stellen fest, dass in dessen Tasche statt Geldscheinen nur Zeitungsschnipsel waren. Während Gianna um ihren Geliebten trauert, beklagt Bürki, dass Probst sie nie geliebt und nur benutzt hat, Franz versteckt seine Schwester in den Bergen und zeigt ihr die Beute, die er für sie und sich beiseite geschafft hatte.

## Hintergrund und Einschaltquote
Für Detektivwachtmeister Philipp von Burg (László I. Kish) ist es der siebente Fall, für seinen Assistenten Markus Gertsch (Ernst C. Sigrist) der achte.
Die Erstausstrahlung von Alp-Traum am 21. März 1999 wurde in Deutschland von 7,68 Millionen Zuschauern gesehen und erreichte einen Marktanteil von 21,04 % für Das Erste.

### Kritik
Die Kritiker der Fernsehzeitschrift TV Spielfilm fanden, „vor teilweise bizarr anmutenden Schweizer Kulissen bewähren sich die Berner ‘Tatort’-Ermittler in bekannter Manier“.